# あめざーねっとIII
あめざーねっとIIIは、1990年代後半に一世を風靡したあめぞう掲示板の歴史を受け継ぐ、あめぞう系電子掲示板群ウェブサイトである。ただし、2000年代後半以後はあめぞう系であることを放棄しており、どちらかといえば2ちゃんねる系である。通称飴砂糖。
前身であるあめざーねっとIIは、あめぞう掲示板の崩壊時に、後継サイトとして名乗りを上げたものの1つとして誕生した。「あめざー（＝あめぞう利用者）の第2のネットワークの場」を意味するサイト名と思われる。
IIは2004年6月27日に終了し、管理人が水谷わひょみからヒロバカー、尻えくぼ健太郎に交代したことを機に、現サイト名となる。